# 张真
參數所指定的目標頁面不存在，建議更正成存在頁面或直接建立下列一個頁面（建立前請先搜尋是否有合適的存在頁面可以取代）：
- 张真 (歌手)

张真，中华人民共和国政治人物、外交官。
1985年，接替黄世燮担任中华人民共和国驻约旦大使。1989年，由章德良接任。后擔任中华人民共和国驻敘利亞大使。